# Biserica Sfântul Dumitru din Salonic
Biserica Sfântul Dumitru din Salonic, sau Aghios Dimitrios (în alfabet grecesc: Άγιος Δημήτριος), este un lăcaș de cult creștin ortodox cu hramul Sfântului Dumitru, ocrotitorul orașului Salonic. Este principalul sanctuar dedicat acestui sfânt. Biserica datează de pe vremea când orașul Salonic era cel de-al doilea oraș ca mărime din Imperiul Bizantin. Face parte din situl Monumentelor Paleocreștine și Bizantine din Salonic și se află din 1988 pe lista monumentelor care fac parte din Patrimoniul mondial UNESCO.

## Istoric
Prima biserică datează din secolul al IV-lea și a fost construită pe locul unor băi romane. A cunoscut o primă organizare în secolul al VII-lea, iar apoi o alta în secolul al VIII-lea.
După cucerirea otomană, survenită în anul 1430, a fost transformată în moschee. A redevenit biserică după recucerirea orașului de către greci, în timpul Primului Război Balcanic, în 1912.

## Descriere

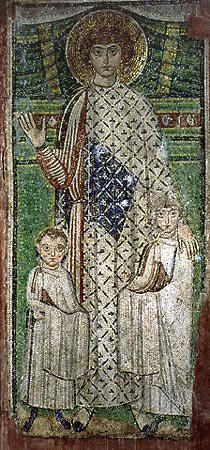
Mozaicul «Sfântul Dumitru și copiii»

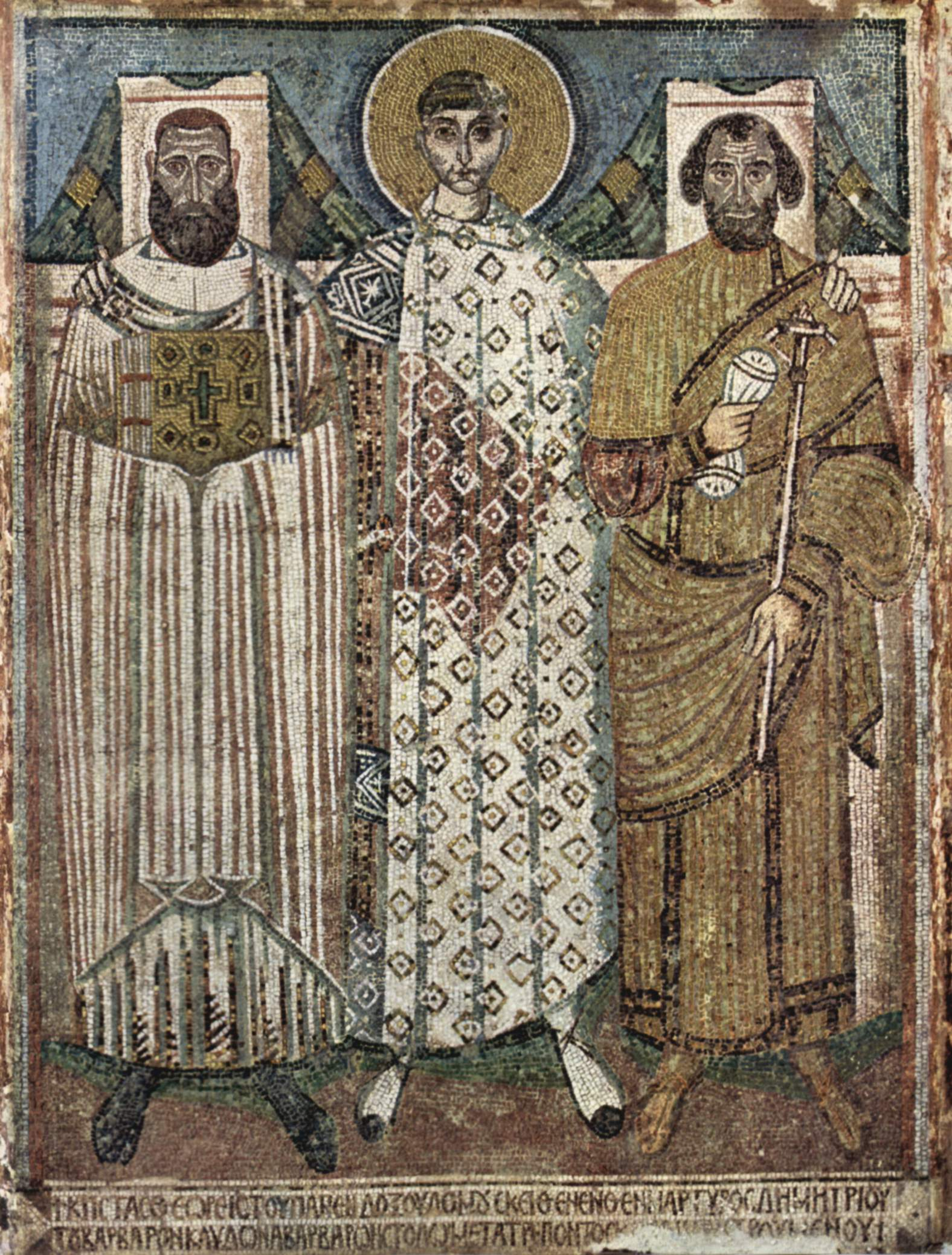
Mozaicul «Sfântul Dumitru și ctitorii»

Bazilica Sfântul Dumitru din Salonic este renumită pentru cele șase panouri de mozaic datate între perioada ultimei reconstrucții și începutul politicii iconoclaste. Aceste mozaicuri îl reprezintă pe Sfântul Dumitru, cu ctitorii sau cu copiii lor. Mozaicurile sunt un strălucit exemplu de artă care a supraviețuit epocii iconoclasmului bizantin, inaugurată în 730. O inscripție situată în partea de jos a unuia dintre panourile de mozaic este o mulțumire adresată lui Dumnezeu pentru ajutorul divin la salvarea locuitorilor Salonicului de un raid al slavilor păgâni, în anul 612.
Alte mozaicuri, care erau folosite pentru acoperirea pereților bisericii, fie au fost distruse în timpul celor patru secole și jumătate, când clădirea bazilicii a funcționat ca moschee (1439-1912), fie în marele incendiu din 1917, care a distrus o mare parte din oraș și când au fost distruse acoperișul și pereții superiori ai bazilicii. Fotografiile alb-negru și acuarele color de bună calitate, care au ajuns până în zilele noastre, ne oferă posibilitatea să apreciem lucrările de artă timpurie bizantină care au fost pierdute în timpul incendiului.
În bazilică sunt depuse moaștele Sfântului Dumitru, izvorâtorul de Mir, precum și cele ale Sfintei Anisia.

## Galerie de imagini

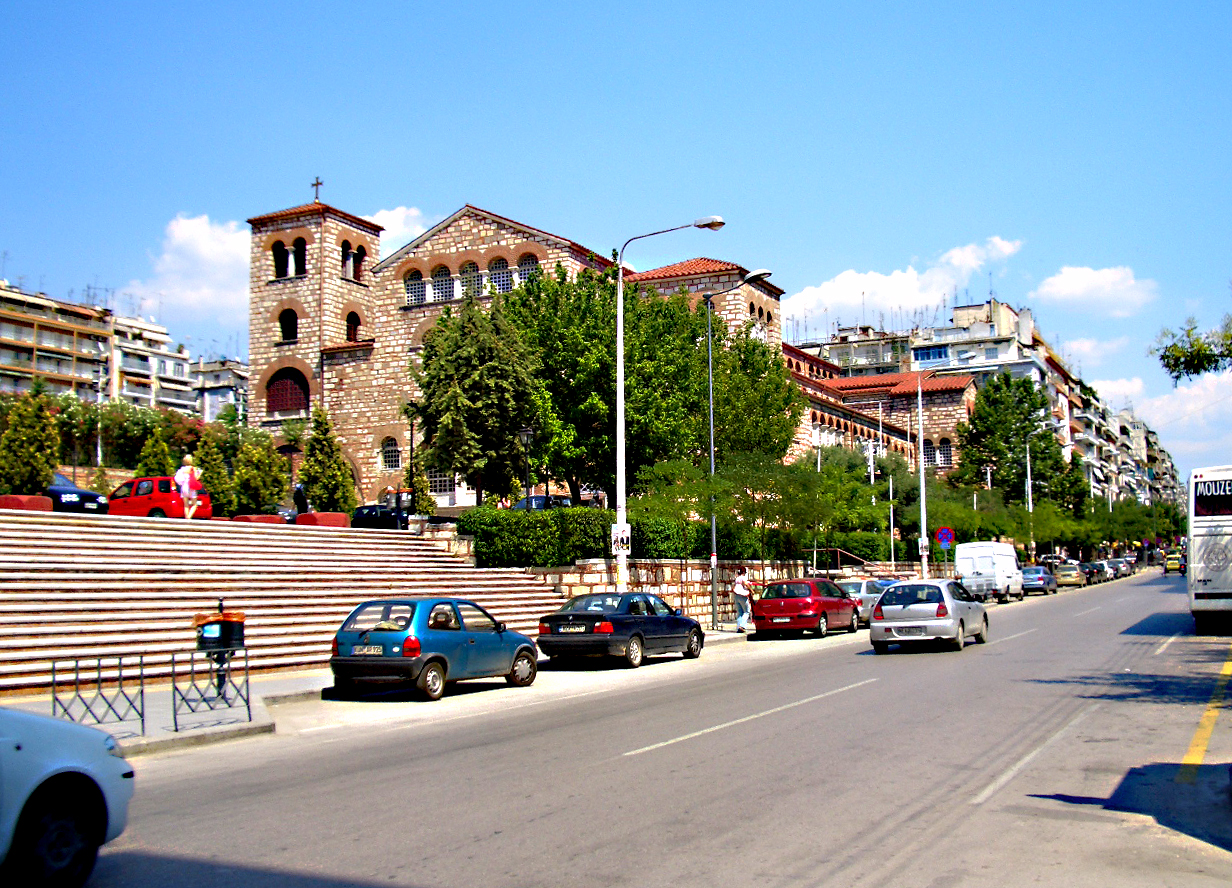
Bazilica Sf. Dumitru din Salonic, vedere din stradă
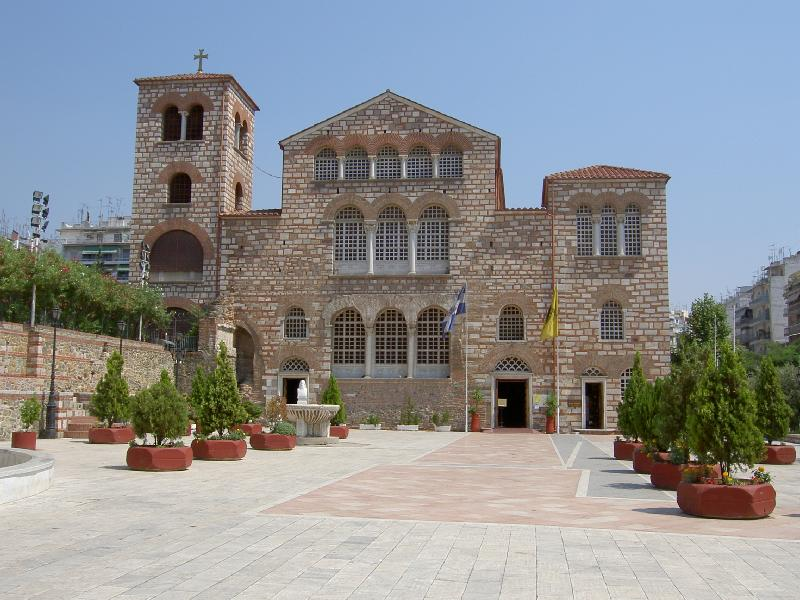
Biserica Sfântul Dumitru din Salonic
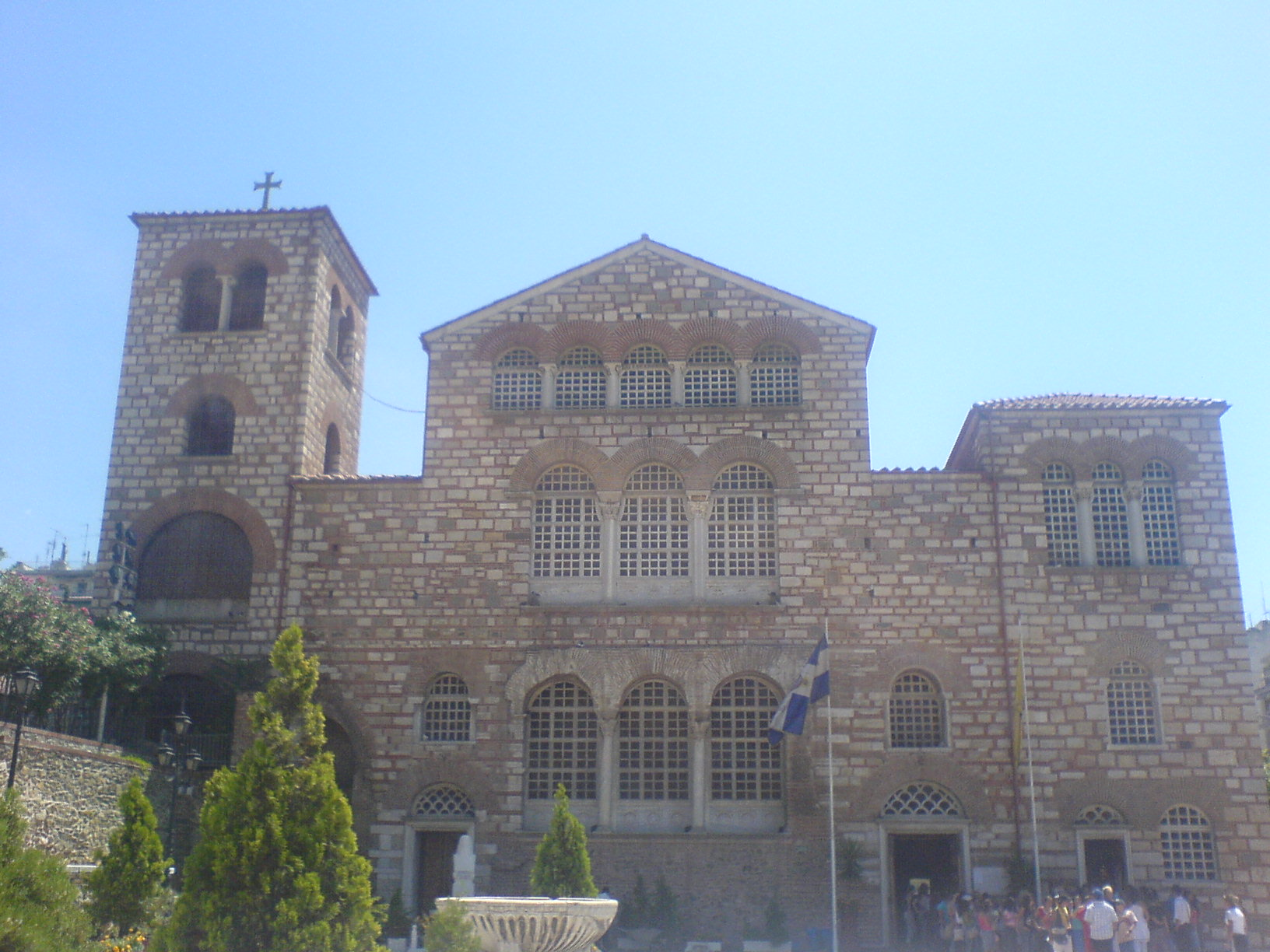
Biserica Sfântul Dumitru din Salonic
Vedere exterioară a bisericii.
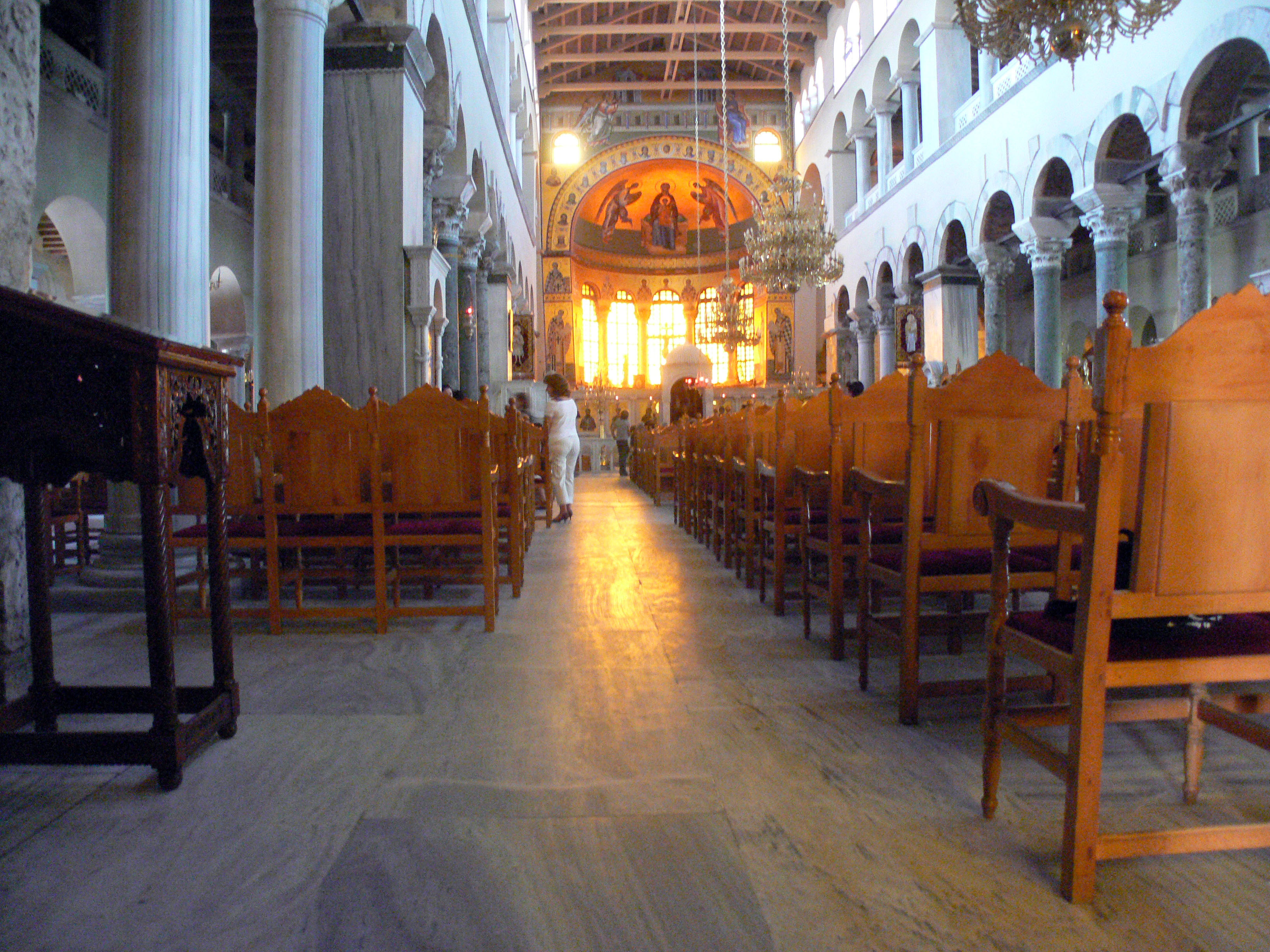
Biserica Sfântul Dumitru din Salonic, interior
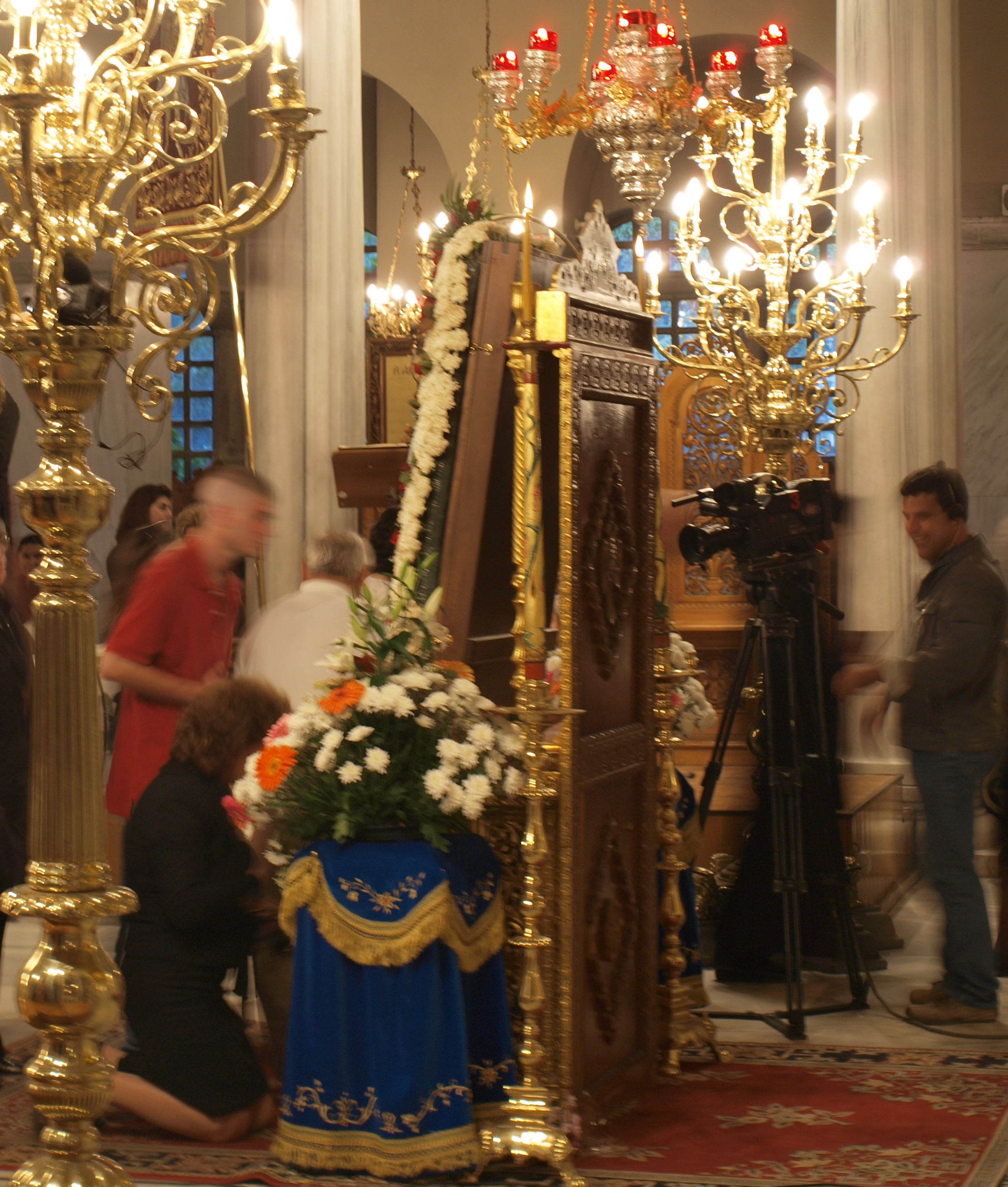
Biserica Sfântul Dumitru din Salonic, interior
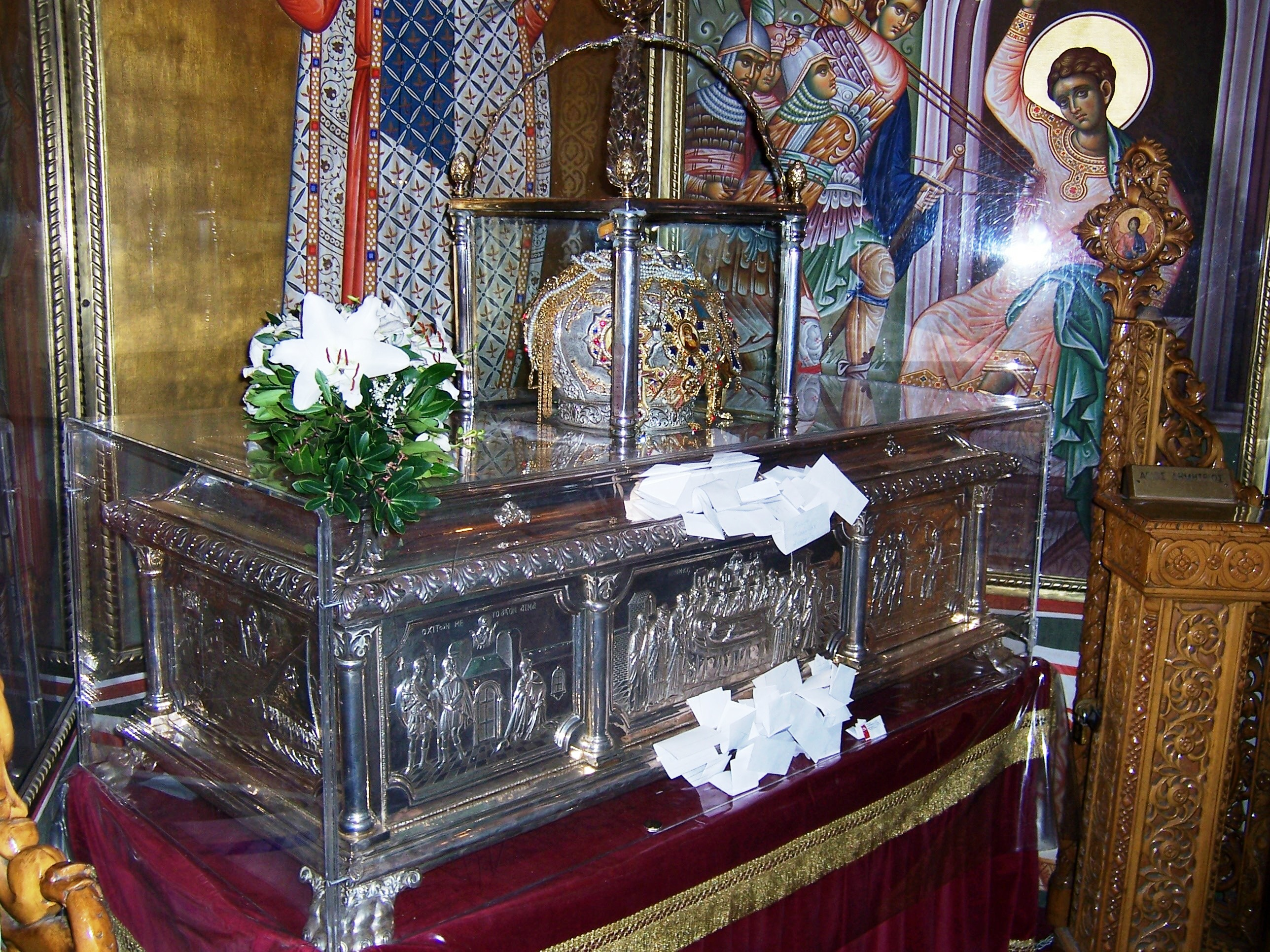
Moaștele Sf. Dumitru, Izvorâtorul de Mir
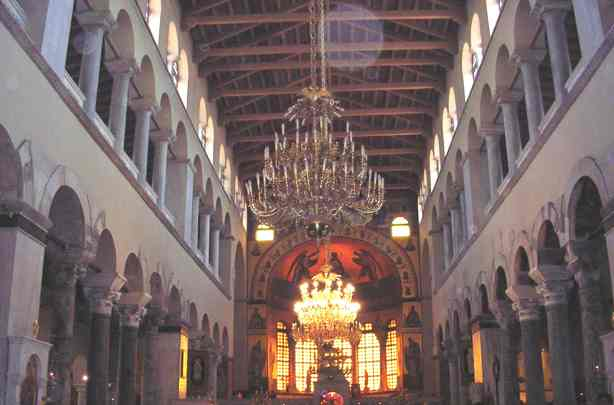
Biserica Sf. Dumitru, din Salonic (interior)
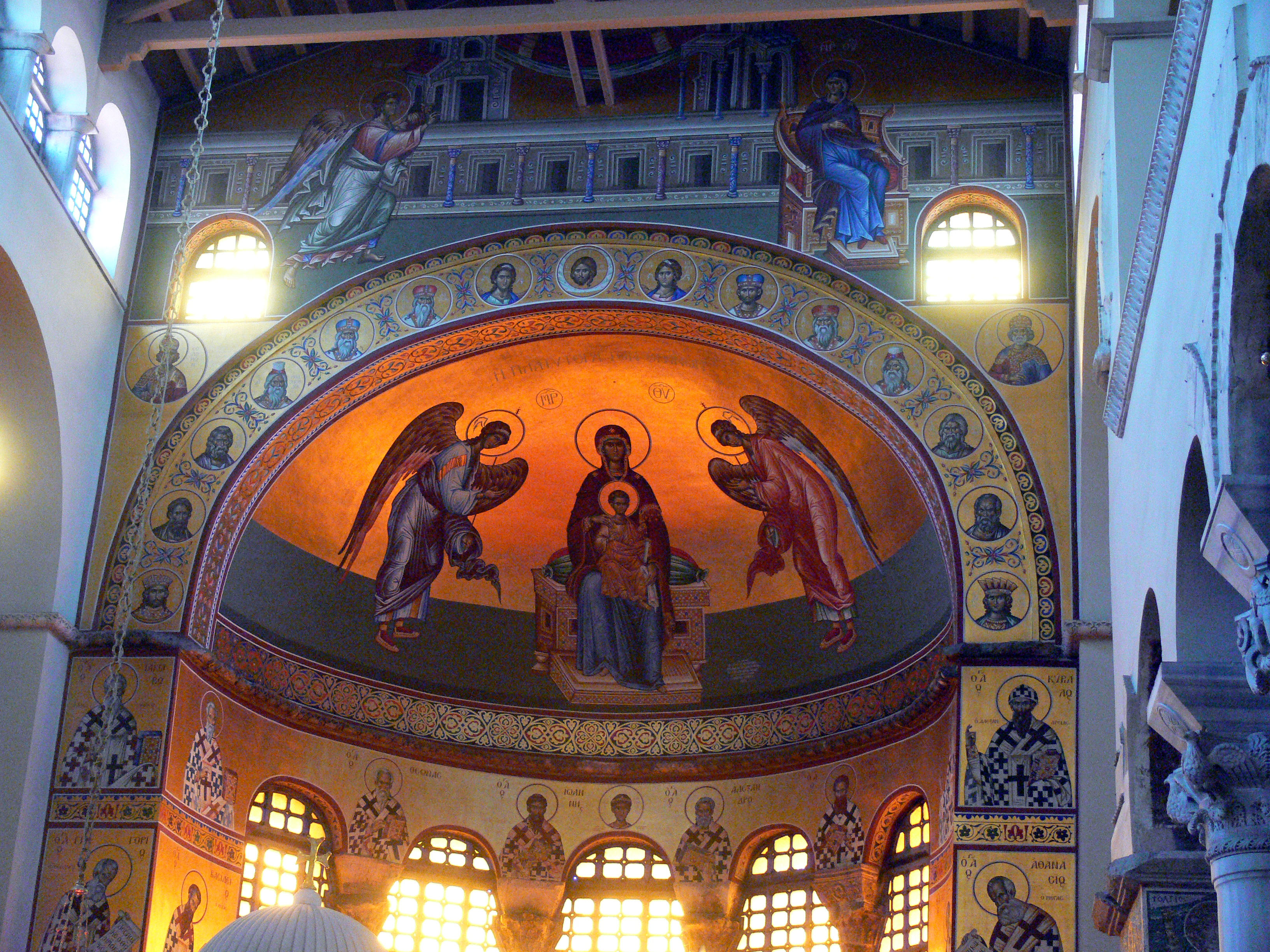
Vedere din interiorul bisericii.
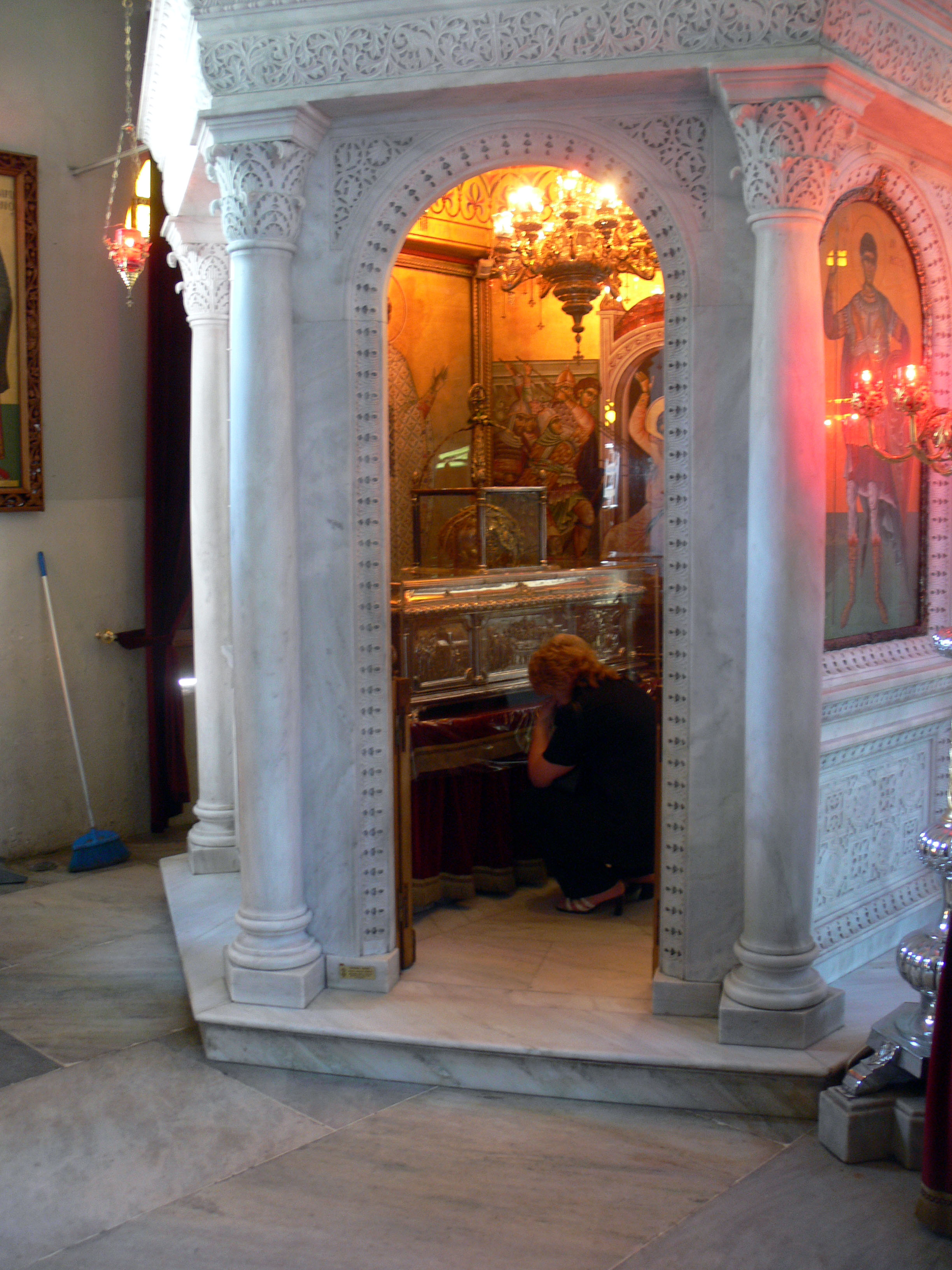
Mic altar, în interiorul bisericii, cu moaște ale Sf. Dumitru.